# 賈丁峰
賈丁峰（英語：Jardine Peak），是南極洲的山峰，位於南設得蘭群島的喬治王島，處於湯馬斯角西南面2公里的阿德默勒爾蒂灣西部，海拔高度285米，在1960年由英國南極名稱諮詢委員會命名，現時由南極條約體系管理。